# 비토리오 에마누엘레역
비토리오 에마누엘레 역(이탈리아어: Vittorio Emanuele)은 로마 지하철 A선의 역 중 하나이다. 1980년부터 영업을 시작했으며, 역 이름의 기원이기도 한 에스퀼리노 리오네의 피아자 비토리오 에마누엘레 II 밑의 지하에 위치해 있다.
역 건물의 아트리움에는 아르트메트로 로마 상의 모자이크가 있는데, 이 역에 설치되어 있는 모자이크는 니콜라 카리노와 줄리아 나폴레오네가 제작했다.
2006년 10월 17일 이 역에서 열차 충돌 사고가 발생하여 한명이 사망하고 200명 이상이 부상당했다.

## 시설
비토리오 에마누엘레 역에는 다음과 같은 시설이 있다.
- 매표소
- 에스컬레이터
- 역 감시카메라 (CCTV)

## 역 근처
- 비토리오 광장 (Piazza Vittorio)
- 마이세나스 정원
- 산타 마리아 마조레 대성전
- 암브라 조비넬리 극장 (Teatro Ambra Jovinelli)
- 미네르바 메디카 신전 (님파이움)
- 성십자가 예루살렘 성당
- 마조레 문과 포르타 마조레의 지하 성당
- Tomb of Eurysaces the Baker
- 산타 프라세데 성당
- Museo Nazionale d'Arte Orientale
- Capolinea Roma-Pantano
- 조베르티 거리 (Via Gioberti)
- 메룰라나 거리 (Via Merulana)
- Mercato Vittorio